# سلاح طاقة موجهة

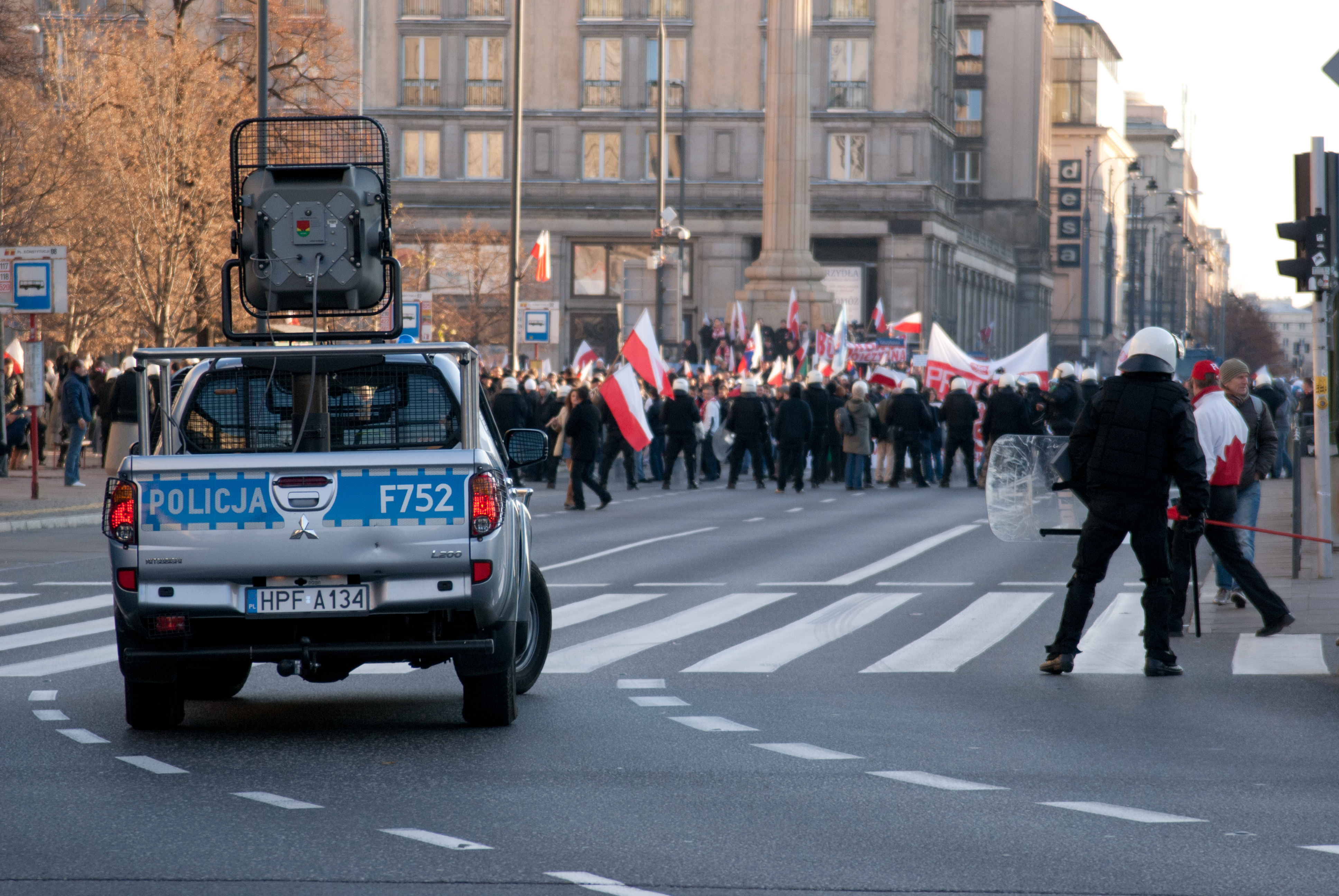
سيارة شرطة مجهزة بسلاح صوتي LRAD -500X (وارسو، بولندا، 2011).

سلاح الطاقة الموجه هو سلاح بعيد المدى يلحق الضرر بهدفه بطاقة مركزة للغاية بدون قذيفة صلبة، بما في ذلك الليزر، والموجات الدقيقة، وحزم الجسيمات، وحزم الصوت. تتضمن التطبيقات المحتملة لهذه التكنولوجيا الأسلحة التي تستهدف الأفراد والصواريخ والمركبات والأجهزة البصرية.
في الولايات المتحدة، يقوم البنتاغون، ووكالة مشاريع الأبحاث الدفاعية المتقدمة، ومختبر أبحاث القوات الجوية، ومركز أبحاث وتطوير الأسلحة التابع للجيش الأمريكي، ومختبر الأبحاث البحرية، بأبحاث حول أسلحة الطاقة الموجهة لمواجهة الصواريخ الباليستية، وصواريخ كروز الفرط صوتية، والمركبات الانزلاقية الفوق صوتية.
كما تعمل الصين، وفرنسا،  وألمانيا، والمملكة المتحدة، وروسيا، والهند، وإسرائيل، وباكستان على تطوير أسلحة الطاقة الموجهة للاستخدام العسكري، بينما تزعم إيران وتركيا أنهما تمتلكان هذه الأسلحة في الخدمة الفعلية. زُعم أن أول استخدام للأسلحة الموجهة بالطاقة في القتال بين القوات العسكرية حدث في ليبيا في أغسطس 2019 من قبل تركيا، التي ادعت استخدام سلاح الطاقة الموجهة (الكا). بعد عقود من البحث والتطوير، لا تزال معظم الأسلحة الموجهة بالطاقة في مرحلة تجريبية، ويبقى أن نرى ما إذا كانت ستُنشر كأسلحة عسكرية عملية وعالية الأداء أم لا، ومتى سيتم ذلك.

## المزايا التشغيلية
يمكن أن تتمتع أسلحة الطاقة الموجهة بالعديد من المزايا الرئيسية مقارنة بالأسلحة التقليدية:
- يمكن استخدام أسلحة الطاقة الموجهة بشكل سري؛ فالإشعاع لا يولد صوتًا وهو غير مرئي إذا كان خارج الطيف المرئي.[33]
- لا يتأثر الضوء بالجاذبية أو الرياح أو تأثير كوريوليس، مما يمنحه مسارًا مسطحًا تمامًا تقريبًا. وهذا يجعل الهدف أكثر دقة ويوسع النطاق إلى خط البصر، لكن هناك بعض العيوب مثل حدوث حيود لشعاع الطاقة أو تشتته مما قد يخفف القوة ويضعف التأثير، أو احتمال حدوث امتصاص أو تشتت بواسطة المحتويات الجوية المتداخلة.
- تنتقل أشعة الليزر بسرعة الضوء ولها مدى طويل، مما يجعلها مناسبة للاستخدام في حرب الفضاء.
- لا تعاني من المشاكل اللوجستية مثل إمدادات الذخيرة.
- قد يكون تشغيل الأسلحة الموجهة بالطاقة أقل تكلفة من تشغيل الأسلحة التقليدية في سياقات معينة.[34]
- قد يكون من الصعب معرفة الفاعل عند استخدام أسلحة الميكروويف عالية الطاقة، والتي تستخدم عادة لتدهور وإتلاف الإلكترونيات مثل الطائرات بدون طيار.[35]

## الأنواع

### الميكروويف
توصف بعض الأجهزة بأنها أسلحة ميكروويف؛ ويُعرف تردد الميكروويف عادةً بأنه يتراوح بين 300 ميغا هرتز و 300 جيجاهرتز (أطوال موجية من 1 متر إلى 1 مليمتر)، وهو ضمن نطاق التردد اللاسلكي (RF). ومن بين الأمثلة على الأسلحة التي أعلن عنها الجيش ما يلي:

#### نظام الرفض النشط
نظام الرفض النشط هو مصدر موجة ملليمترية تقوم بتسخين الماء في جلد الهدف البشري وبالتالي التسبب في ألم شديد. تم تطويره من قبل مختبر أبحاث القوات الجوية الأمريكية وشركة رايثيون لاستخدامه في مكافحة الشغب. ورغم أن هذا النظام يهدف إلى التسبب في ألم شديد دون ترك أي ضرر دائم، فقد أثيرت مخاوف بشأن أضرار استخدامه، خاصة تأثيره على العين. ولم يتم إجراء اختبارات حتى الآن على الآثار الجانبية طويلة الأمد الناجمة عن التعرض لأشعة الميكروويف. ويمكنه أيضًا تدمير الأجهزة الإلكترونية غير المحمية.

#### النسر اليقظ
هو نظام دفاع أرضي للمطارات يوجه موجات ميكروويف عالية التردد نحو أي مقذوف يتم إطلاقه على طائرة. أصدرته شركة رايثيون في عام 2005، وأفادت التقارير أن فعالية أشكاله الموجية قد ثبتت في الاختبارات الميدانية لتكون فعالة للغاية في هزيمة صواريخ الدفاع الجوي المحمولة.

#### القاطع بوفورز إتش بي إم
هو سلاح ميكروويف عالي الطاقة يقال إنه قادر على تدمير مجموعة واسعة من المعدات الإلكترونية التجارية الجاهزة على مسافة قصيرة ويقال إنه غير قاتل.

#### مصفوفة المسح الإلكتروني النشط
صُنِّفت رادارات مصفوفة المسح الإلكتروني النشط المثبتة على الطائرات المقاتلة كأسلحة طاقة موجهة ضد الصواريخ، ومع ذلك، أشار ضابط كبير في القوات الجوية الأمريكية: "إنها ليست مناسبة بشكل خاص لإنشاء تأثيرات أسلحة على الصواريخ بسبب حجم الهوائي المحدود والقوة وحقل الرؤية". تنتج التأثيرات المميتة المحتملة فقط ضمن نطاق 100 متر، بينما تنتج التأثيرات المدمرة على مسافات تصل إلى كيلومتر واحد.

#### بندقية مضادة للطائرات بدون طيار

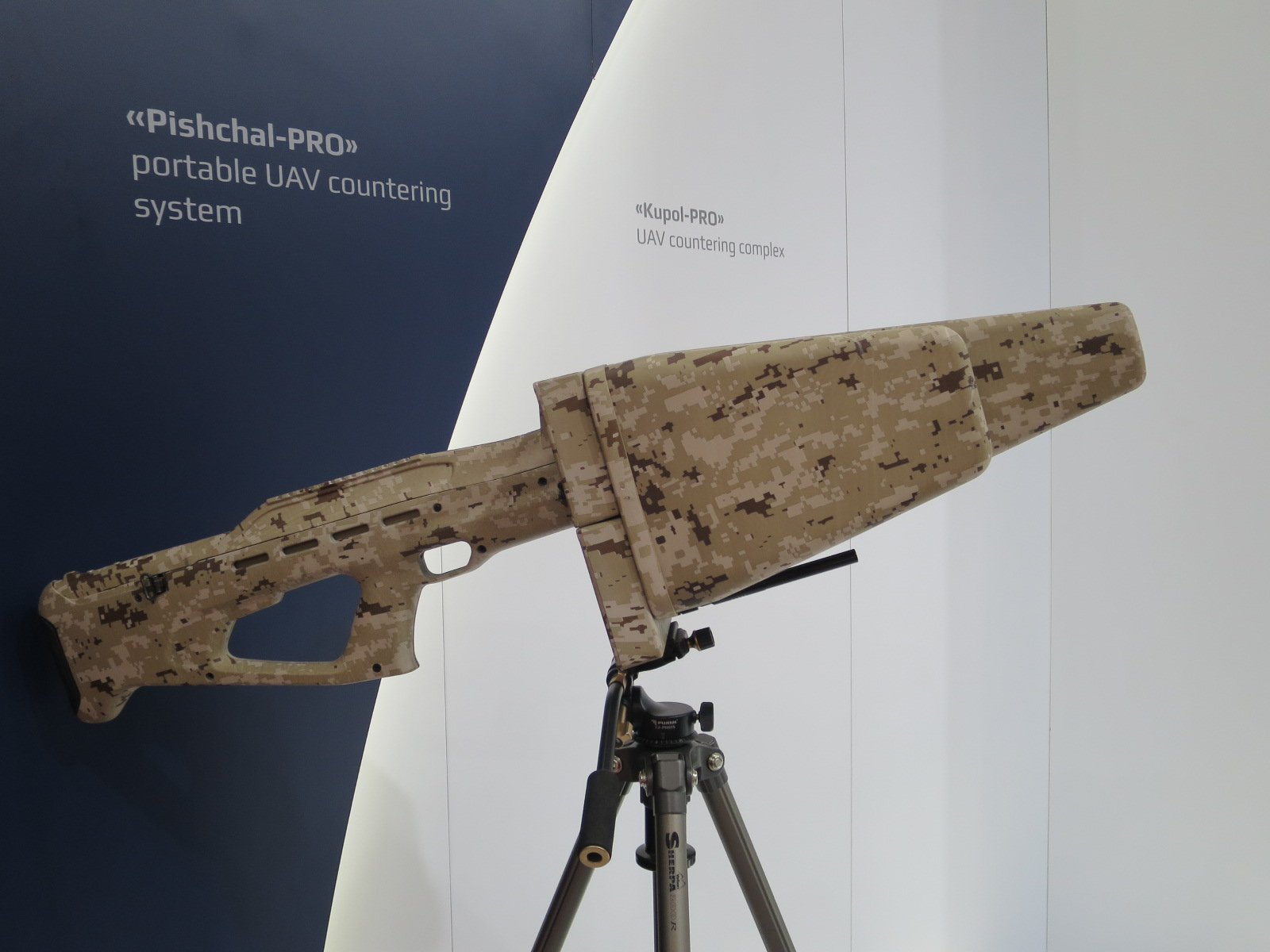
بندقية Pischal-Pro المضادة للطائرات بدون طيار، والتي عُرضت في معرض دبي للطيران 2019

"بندقية مضادة للطائرات بدون طيار" أو "مسدس مضاد للطائرات بدون طيار" هو سلاح نبض كهرومغناطيسي يعمل بالبطارية يثبت على كتف المشغل، ويوجه إلى هدف طائر بطريقة مماثلة للبندقية، ويتم تشغيله. يصدر الجهاز نبضات كهرومغناطيسية منفصلة لتعطيل أجهزة الملاحة والإرسال المستخدمة لتشغيل طائرة بدون طيار، مما يؤدي إلى إنهاء اتصال الطائرة بدون طيار مع مشغلها؛ ثم تتحطم الطائرة بدون طيار الخارجة عن السيطرة. يقال إن القوات الروسية استخدمت التقنية أثناء التدخل العسكري الروسي في الحرب الأهلية السورية.
وتشير التقارير إلى أن روسيا وأوكرانيا استخدمتا هذه الأجهزة أثناء الغزو الروسي لأوكرانيا عام 2022. يقال إن الجيش الأوكراني يستخدم صواريخ KVS G-6 الأوكرانية، التي يبلغ مداها 3.5 ميل. كم ويمكنها العمل بشكل مستمر لمدة 30 دقيقة. وتؤكد الشركة المصنعة أن السلاح قادر على تعطيل التحكم عن بعد ونقل الفيديو بدقة 2.4 و5. جيجاهرتز، وإشارات الملاحة عبر الأقمار الصناعية GPS وGlonass. كما استخدمت أوكرانيا أيضًا بندقية EDM4S المضادة للطائرات بدون طيار لإسقاط طائرات بدون طيار روسية من طراز Eleron-3.

#### سلاح الطاقة الموجهة بالترددات الراديوية
طورته المملكة المتحدة في مايو 2024، ويستخدم الموجات الراديوية لحرق المكونات الإلكترونية لأهدافه، مما يجعلها غير صالحة للعمل. وهو قادر على مهاجمة أهداف متعددة، بما في ذلك أسراب الطائرات بدون طيار، ويقال إن تكلفته أقل من 10 بنسات (13 سنتًا) لكل طلقة، مما يجعلها بديلاً أرخص من أنظمة الدفاع الجوي التقليدية القائمة على الصواريخ.

### الليزر

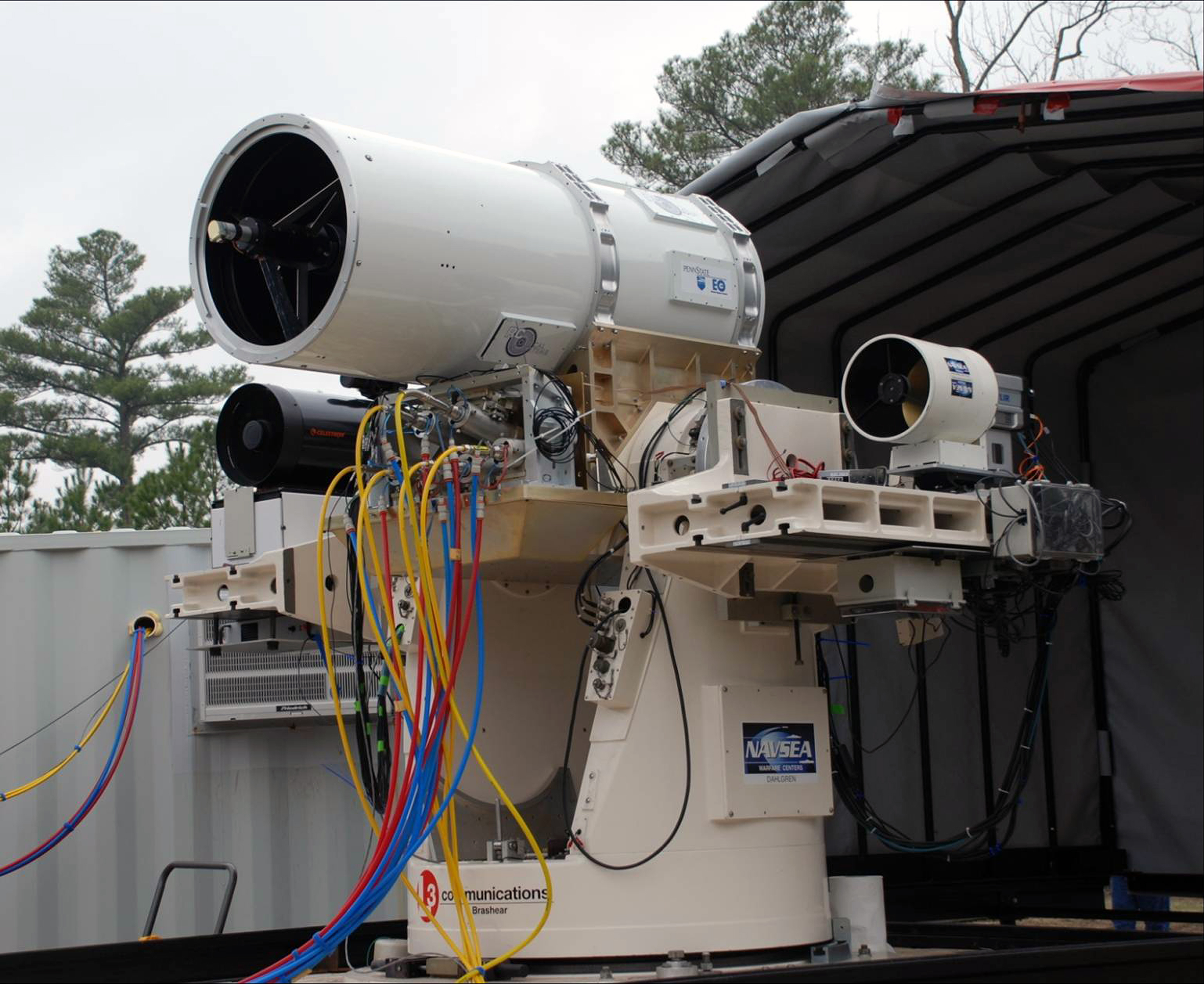
أعضاء مكتب برنامج أنظمة الأسلحة الموجهة بالطاقة الكهربائية والبحرية الأمريكية، يطلقون ليزرًا من خلال موجه شعاع على حامل تتبع كينيتو، يقوده نظام فالانكس الصاروخي.

سلاح الليزر هو سلاح ذو طاقة موجهة يعتمد على الليزر.

#### نار التنين
ومن الأمثلة على الأسلحة الموجهة بالطاقة الليزرية سلاح نار التنين الذي تعمل على تطويره حاليًا المملكة المتحدة. ويقال إن هذا النظام ينتمي إلى فئة 50 كيلو وات، وهو قادر على التعامل مع أي هدف ضمن خط الرؤية في نطاق مصنف حاليًا. اخُتبر ضد الطائرات بدون طيار وقذائف الهاون ومن المتوقع أن تُجهَّز السفن والطائرات والمركبات الأرضية اعتبارًا من عام 2027.

### حزمة الجسيمات
يمكن لأسلحة حزم الجسيمات استخدام جسيمات مشحونة أو محايدة، ويمكن أن تكون إما داخل الغلاف الجوي أو خارجه. من الناحية النظرية، من الممكن استخدام حزم الجسيمات كأسلحة شعاعية، لكن لم يُثبت فعاليتها كأسلحة عملية حتى الآن. تتمتع أنواع معينة من حزم الجسيمات بميزة التركيز الذاتي في الغلاف الجوي.

### بلازما
تطلق الأسلحة البلازمية شعاعًا أو صاعقة أو تيارًا من البلازما، وهي حالة مثارة من المادة تتكون من الإلكترونات الذرية والنوى، والإلكترونات الحرة إذا كانت متأينة، أو جزيئات أخرى إذا قُرِصت.

## التاريخ

### مرايا أرخميدس

ربما استخدم أرخميدس المرايا التي تعمل بشكل جماعي كعاكس مكافئ لحرق السفن التي تهاجم سرقوسة.

وفقًا لإحدى الأساطير، ابتكر أرخميدس مرآة ذات طول بؤري قابل للتعديل (أو على الأرجح، سلسلة من المرايا تركز على نقطة مشتركة) لتركيز ضوء الشمس على سفن الأسطول الروماني أثناء غزوها لسرقوسة، وإشعال النيران فيها. يشير المؤرخون إلى أن أقدم الروايات عن المعركة لم تذكر "المرآة المحترقة"، بل ذكرت فقط أن براعة أرخميدس، بالإضافة إلى طريقة إلقاء النار، كانت ذات صلة بالنصر.
أظهرت تجربة أجراها طلاب في معهد ماساتشوستس للتكنولوجيا أن السلاح المعتمد على المرآة كان ممكنًا على الأقل، إن لم يكن عمليًا بالضرورة. قام مضيفو برنامج مدمرو الخرافات بمواجهة مرايا أرخميدس ثلاث مرات (في الحلقات 19 و57 و172) ولم يتمكنوا أبدًا من إشعال النار في السفينة المستهدفة، معلنين أن الأسطورة تحطمت ثلاث مرات منفصلة.

### القرن العشرين

#### روبرت واتسون وات
في عام 1935، سألت وزارة الطيران البريطانية روبرت واتسون وات من محطة أبحاث الراديو ما إذا كان "شعاع الموت" ممكنًا. استنتج هو وزميله أرنولد ويلكنز سريعًا أن هذا الأمر غير ممكن، ولكن نتيجة لذلك اقترحا استخدام الراديو لاكتشاف الطائرات، وهذا بدأ تطوير الرادار في بريطانيا.

#### الأسلحة التجريبية الألمانية في الحرب العالمية الثانية
في أوائل أربعينيات القرن العشرين، قام مهندسو المحور بتطوير مدفع صوتي قادر على التسبب في اهتزازات قاتلة في الجسم المستهدف. مكون من غرفة احتراق من غاز الميثان تؤدي إلى طبقين مكافئين تنفجر بنبضات عند تردد 44 هرتز تقريبًا. تسبب هذا الصوت، الذي تم تكبيره بواسطة عاكسات الأطباق، في الدوار والغثيان على ارتفاع يتراوح بين 200–400 متر (220–440 yd) عن طريق اهتزاز عظام الأذن الوسطى ورج السائل القوقعي داخل الأذن الداخلية. على مسافات تتراوح بين 50–200 متر (160–660 ft)، يمكن للموجات الصوتية أن تؤثر على أنسجة الأعضاء والسوائل الداخلية مثل الكلى والطحال والكبد. (كان له تأثير ضئيل على الأعضاء القابلة للطرق مثل القلب والمعدة والأمعاء). وكان له تأثير كبير على أنسجة الرئة لأن الهواء الجوي قابل للضغط بدرجة كبيرة والحويصلات الهوائية الغنية بالدم فقط هي التي تقاوم الضغط. في الممارسة العملية، كان السلاح عرضة بشدة لنيران العدو. تسببت قذائف البندقية والبازوكا والهاون في تشويه العاكسات المكافئة بسهولة، مما جعل تضخيم الموجة غير فعال.
في المراحل الأخيرة من الحرب العالمية الثانية ، وضعت ألمانيا النازية آمالها بشكل متزايد على الأبحاث المتعلقة بالأسلحة السرية الثورية من الناحية التكنولوجية، والتي تعرف باسم فوندرفافه.
ومن بين أسلحة الطاقة الموجهة التي حقق فيها النازيون كانت أسلحة الأشعة السينية التي طورها هاينز شميلينماير، وريتشارد جانز، وفريتز هوترمانز. قاموا ببناء مسرع للإلكترون يسمى Rheotron لتوليد حزم أشعة سينكروترونية صلبة للأشعة السينية لوزارة الطيران المدني. وأطلق عليها الأمريكيون فيما بعد اسم بيتاترون. كان الهدف هو تأين الاشتعال مسبقًا في محركات الطائرات وبالتالي العمل كمضاد للطائرات وإسقاط الطائرات في متناول النيران المضادة للطائرات.

#### الاستخدام المبلغ عنه في الصراعات الصينية السوفيتية
أبلغت وكالة الاستخبارات المركزية وزير الخارجية هنري كيسنجر أنها حصلت على اثني عشر تقريراً عن استخدام القوات السوفييتية لأسلحة الليزر ضد القوات الصينية خلال الاشتباكات الحدودية بين الصين والاتحاد السوفييتي عام 1969، على الرغم من أن ويليام كولبي شكك في استخدام هذه الأسلحة بالفعل.

#### مبادرة الدفاع الاستراتيجي
في ثمانينيات القرن العشرين، اقترح الرئيس الأمريكي رونالد ريجان برنامج مبادرة الدفاع الاستراتيجي، والذي أطلق عليه اسم حرب النجوم. واقترح أن أشعة الليزر، يمكن أن تدمر الصواريخ الباليستية العابرة للقارات أثناء طيرانها. أقيمت مناقشات جماعية حول دور الليزر عالي القدرة في مؤتمرات الليزر المختلفة، خلال الثمانينيات، بمشاركة علماء فيزياء بارزين مثل إدوارد تيلر.
أُنتج خلال ذلك، مسرع حزمة جسيمات محايدة طوره مختبر لوس ألاموس الوطني. في يوليو 1989، أُطلق المسرع من ميدان تجارب الصواريخ وايت ساندز كجزء من مشروع تجربة الشعاع على متن الصاروخ، ووصل إلى ارتفاع 200 كيلومتر (124 ميلاً) وعمل بنجاح في الفضاء قبل استعادته سليمًا. كانت الأهداف الأساسية للاختبار هي تقييم خصائص انتشار الجسيمات المُسرَّعة في الفضاء وقياس التأثيرات على مكونات المركبة الفضائية. لا يوجد حتى الآن أي نظام سلاح معروف يستخدم هذه التكنولوجيا.